# BH Telecom Indoors 2005
Il BH Telecom Indoors 2005 è stato un torneo di tennis facente parte della categoria ATP Challenger Series nell'ambito dell'ATP Challenger Series 2005. Il torneo si è giocato a Sarajevo in Bosnia ed Erzegovina dal 14 marzo 2005 su campi in cemento indoor.

## Vincitori

### Singolare
Vladimir Volčkov ha battuto in finale  Michal Mertiňák con il punteggio di 7–6(1), 6–3

### Doppio
Michal Mertiňák /  Serhij Stachovs'kyj hanno battuto in finale  Lukáš Dlouhý /  Jan Vacek con il punteggio di 6(8)–7, 6–2, 6–2